# Панама в Первой мировой войне
Панама вступила в Первую мировую войну 7 апреля 1917 года, до этого сохраняла нейтралитет. Панама объявила войну Германской империи, а позже и Австро-Венгерской империи, выступив на стороне Антанты. Основная роль республики в войне заключалась в том, чтобы бороться с возможными диверсантами и вражескими агентами и оказывать всю возможную помощь США.

## Предыстория
Хотя Панама не была независимой до 1903 года, географическая изоляция страны от остальной части Колумбии уже давно выделяла её как особую провинцию среди других колумбийских регионов. Фактически, ещё в 1840 году Панама отделилась от Колумбии на 13 месяцев: она отделилась от Колумбии 18 ноября 1840 года, но была возвращена под контроль Колумбии 31 декабря 1841 года. Кроме того, между 1855 и 1886 годами конституция Новой Гранады (так страна называла себя до 1861 года, когда она стала Колумбией) позволила Панаме и девяти ее дочерним провинциям организоваться как суверенные государства. 
В середине XIX века стремления иностранных государств создать панамский канал изменили судьбу Панамы. Несмотря на то, что гражданская война в Панаме была охвачена той же нескончаемой либерально-консервативной борьбой, что и в континентальных провинциях Колумбии, но гражданская война в Панаме носила отличительный характер, поскольку она была подогрета дополнительным фактором строительством канала. Например, когда некоторые гарнизонные командиры перешли на сторону либералов во время гражданской войны в Колумбии в 1884 году, их поддержали чернорабочие из разных стран, иммигрировавшие в надежде на прибыльную работу по рытью канала, которые захватили и разрушили город Колон.
В 1901 году Соединенные Штаты и Великобритания подписали второй договор Хея—Паунсефота, тем самым отменив договор Клейтона — Булвера 1850 года, который требовал совместного контроля над любым каналом на перешейке, и дал США разрешение на строительство, контроль и укрепление будущего канала. В январе 1903 года госсекретарь США Джон Хэй убедил Томаса Эррана, представителя Колумбии в Вашингтоне, подписать договор Хэя—Эррана — возобновляемую на 100 лет аренду зону канала шириной шесть миль в Панаме в обмен на 10 миллионов долларов и ежегодную арендную плату в размере 250 000 долларов после первых девяти лет. Но колумбийское правительство изменило своё мнение в надежде заключить более выгодную сделку,  заставив сторонников канала искать способ обойти препятствия со стороны колумбийского правительства.
Панамские сепаратисты и радикальные американские сторонники канала, возглавляемые президентом Теодором Рузвельтом, создали в 1903 государственность Панамы. В марте 1903 года президент Теодор Рузвельт приказал Военному министерству отправить «двух или трех офицеров армии» с тайной миссией по сбору данных в колумбийскую провинцию, которая вскоре должна была отделиться и стать Панамой. Капитан Чонси Б. Хамфри и второй лейтенант Грейсон М.П. Мерфи сначала были назначены военными атташе в Каракасе до июля 1903 года, когда они исчезли, выполняя свою секретную миссию. Они вновь появились в Белом доме 16 октября 1903 года, чтобы проинформировать президента Рузвельта «о ситуации в Карибском бассейне.»
3 ноября доктор Мануэль Амадор объявил в Панама-Сити восстание против Колумбии. В ходе революции США поддержали восставших — предотвратили транзит колумбийских войск через Панамскую железную дорогу, а также высадив американских морских пехотинцев в Колумбию, заставив провозгласить панамскую независимость 4 ноября. Уже 6 ноября Вашингтон дипломатически признал революционное правительство, а 18 ноября государственный секретарь Хэй заключил договор о канале с первым министром новой республики в Вашингтоне — Филиппом Бунау-Варилья, французским акционером компании «Новый Панамский канал». Соглашение Хэя — Бунау Варильи предоставило Соединенным Штатам бессрочную зону канала шириной в десять миль и другие права, которые делали Панаму де-факто протекторатом США. Сенат быстро одобрил соглашение, и строительство канала началось. Спустя годы Рузвельт прямо заявит: «Я взял Панаму и оставил Конгресс обсуждать это».
В 1914 году новую республику возглавил Белисарио Поррас. Это был 58-летний юрист, журналист и  либеральный националист, который резко выделялся на фоне  других авторитарных лидеров Центральной Америки и посвятил свой срок улучшению системы здравоохранения и санитарии в своей стран. Географическая изоляция от проблем соседних регионов, богатство, которое принес новый канал, и поддержка Соединенных Штатов способствовали развитию Панамы.

## Период нейтралитета
Соединённые Штаты активно строили Панамский канал и 15 августа 1914 года Панамский канал был открыт для транзита. Но торжественное празднование официального открытия Панамского канала 15 августа было сорвано из-за начала войны в Европе. Тем временем, SS Ancon, американский пароход, совершил первый проход через канал без присутствия международных высокопоставленных лиц, которые могли бы засвидетельствовать историческое событие.
Война в Европе в 1914 году, возможно, не имела большого непосредственного значения для небольшого испаноязычного американского государства, но панамская республика не смогла бы долго оставаться изолированной от последствий такого конфликта, и она почти сразу же оказалась втянутой в проблемы, которые были полностью связаны с войной.
Сообщения о немецких преступлениях в Бельгии и оккупированной Франции усилили про-союзнические настроения в стране, которая все еще помнила немецкую бомбардировку близлежащих венесуэльских портов всего за несколько лет до этого. Кроме того, страна официально праздновала День взятия Бастилии.
Спустя время после начала Первой мировой войны, США заявили 19 октября 1914 года об нейтралитете Панамского канала в войне. Эти действия со стороны Соединенных Штатов создали некоторое затруднение, поскольку сама Республика Панама ещё не провозгласила нейтралитет и фактически не имела публичных законов, касающихся прав и обязанностей нейтральных стран во время войны и обращения с гражданами, имуществом и судами воюющих сторон в пределах своих границ и территориальных вод. Трудности для Соединенных Штатов в обеспечении соблюдения своих правил в Зоне Панамского канала усугублялись аномалией положения Панамы. Правительство Вашингтона стремилось к какому-либо соглашению, которое создало бы «единую нейтральную юрисдикцию» Республики и Зоны Канала. 24 октября 1914  Панама заявит о своём нейтралитете в войне.
Во время войны многие суда союзников входили в панамские воды и пересекали канал, но было только два случая дисциплинарных взысканий — оба против британских торговых судов. Один из них был связан с нарушением радиомолчания, а другой — с нарушением регламента. Ни то, ни другое не было серьезным нарушением, и британское правительство признало справедливость дисциплинарных мер, которые были применены.
Инцидентов было немного. В январе 1915 года военные корабли Японии и Великобритании высадили военнослужащих на берег в Пуэрто-Пинье, когда на борту одного из судов производилась замена двигателей. Панамское правительство уведомило две державы, что поскольку существовала чрезвычайная ситуация, то следовательно, не было нарушения нейтралитета Республики. Записи Панамского канала показывают, что ни одно немецкое, австрийское или турецкое судно фактически не проходило через Канал после начала войны. Однако шесть немецких кораблей воспользовались нейтралитетом Соединенных Штатов и остановились в гаванях Бальбоа и Кристобаль. Будучи торговыми судами, они могли оставаться здесь на неопределенный срок и таким образом избежать почти неминуемого захвата британскими военными кораблями, которые последовали бы за их выходом в море.

## Период разрыва дипломатических отношений
Поскольку фактическое вступление Соединенных Штатов в войну стало практически неизбежным, Республика Панама разрешила агентам Секретной службы США свободный доступ во все районы страны, чтобы отслеживать передвижения подозрительных лиц и предотвращать любые возможные диверсии на Канале или других общественных работах. В 1912 году Панама предоставила вооруженным силам Соединенных Штатов разрешение на разведку на территории Панамы, а в феврале 1917 года Министерство иностранных дел сообщило, что Панама будет всячески сотрудничать, чтобы позволить войскам США защищать канал и перешеек.
Администрация Вильсона, стремилась к тому, чтобы правительство Панамы присоединилось к своему разрыву с Центральными державами. В марте 1917 года госсекретарь Лансинг направил Джона Фостера Даллеса в Панаму, чтобы содействовать этому. Он писал: «Не было необходимости применять какое-либо особое принуждение. Панама, казалось, понимала, что было бы неосуществимо сохранять нейтралитет.» Даллес указал, что экономическая зависимость Панамы от Соединенных Штатов была непреодолимым фактором в отношении Панамы, и сообщил, что он уполномочен пообещать республике освобождение всех доходов, полученных в Панаме, от федеральных налогов США в обмен на сотрудничество в войне.
Операции Германии в Карибском бассейне, открывали американцам глаза на истинный характер и намерения Германии. Панама оказала прямое и наиболее важное влияние на позицию Соединенных Штатов во время их нейтралитета и в их фактическом вступлении в войну.
6 апреля 1917 года США вступили в Первую мировую войну.

## Период войны
7 апреля 1917 президент Панамы Рамон Вальдес заявил о решении Панамы вступить в войну на стороне Антанты:

Наш бесспорный долг в этот грандиозный час истории - быть верным союзником, интересы и существование которого неразрывно связаны с Соединенными Штатами.
Поскольку ситуация создает опасность для нашей страны, долг панамского народа - использовать все силы и ресурсы, которыми они могут располагать, для защиты канала и национальной территории.
Позиция народа была предвидена и точно истолкована в резолюции, единогласно одобренной Национальным собранием 24 февраля и подтвержденной более поздними законами, и настал момент для исполнительной власти действовать в соответствии с декларациями высшего органа.
Поэтому я заявляю, что панамский народ будет решительно сотрудничать с Соединенными Штатами в борьбе с врагами, которые совершают или пытаются совершить враждебные действия против территории канала или каким-либо образом затрагивают или имеют тенденцию затрагивать общие интересы.
Правительство примет адекватные меры в зависимости от обстоятельств. Я считаю патриотическим долгом всех граждан Панамы содействовать военным операциям, проводимым силами Соединенных Штатов в пределах нашей страны.
Иностранцы, как постоянные, так и временные, будут обязаны соблюдать условия этой декларации.
Оригинальный текст (англ.)Our indisputable duty in this tremendous hour of history is of a common ally, whose interests and existence as well are linked indissolubly with the United States.

As the situation creates dangers for our country, it is the duty of the Panaman people to cooperate with all the energies and resources they can command for the protection of the canal and to safeguard national territory.
The attitude of the people was foreseen and interpreted faithfully in a resolution unanimously approved by the National Assembly on February 24th, and confirmed by later laws, and the moment has arrived for the Executive to act in accordance with the declarations of the supreme body.
I therefore declare that the Panaman Nation will lend emphatic cooperation to the United States against enemies who execute or attempt to execute hostile acts against the territory of the canal, or in any manner affect or tend to affect the common interests.
The Government will adopt adequate measures in accordance with the circumstances.  I consider it the patriotic duty of all Panaman citizens to facilitate the military operations which the forces of the United States undertake within the limits of our country.

Foreigners, resident or transient, will be obliged to submit to the conditions of this declaration.
Соединенные Штаты сочли эту декларацию против Германии «двусмысленным шагом» и попросили правительство Панаму разъяснить её значение. Панама ответила, что это считается юридическим объявлением войны. 
Панама провозгласила свое участие в войне актом «сотрудничества с Соединенными Штатами». Таким образом, она присоединилась к американским целям войны. Поскольку Соединенные Штаты, в свою очередь, публично провозгласили, что их статус в конфликте — «ассоциированный союзник», а не непосредственный член Антанты, из этого, следовало, что Панама поместила себя в этот же статус, заявив о согласии с Соединенными Штатами.
8 апреля 1917 Панама совместно с США организует защиту Панамского канала. 10 декабря 1917 Панама объявила войну Австро-Венгрии, после того как ранее это сделали Соединённые Штаты.
В странах Латинской Америки, которые традиционно враждовали с Соединенными Штатами, существовала некоторая симпатия к Германии. Весной 1917 года Аргентина, вероятно, в сговоре с Мексикой, предложила созвать конференцию американских нейтральных стран, что было явно рассчитана на то, чтобы поставить Соединенные Штаты в неловкое положение. Панаме было предложено принять участие в этом движении, но она отвергла это предложение и ясно выразила свою солидарность с Соединенными Штатами. Аналогичная реакция большинства стран полушария привела к тому, что проект оказался мертвым.
Панамский канал так и не стал ареной военных действий и не стал решающим для сражений в Европе или Атлантике, хотя он был оборудован современными оборонительными укреплениями. Непосредственное участие в боевых действиях панамские вооружённые силы не принимали.
К концу войны положение Центральных держав оказалось безнадёжно. Германия была вынуждена подписать Компьенское перемирие. Панама оказалась на стороне победителей и в честь окончания войны был объявлен трёхдневный праздник в стране.

## Интернирование и плен

### Интернирование немцев в Панаме и Панамском канале
В феврале 1917 года, до вступления США в войну, власти Панамского канала интернировали экипажи 4 немецких кораблей в порту Колон. Многочисленные лица немецкого происхождения, проживающие в Панаме, которые подозревались в том, что они являются агентами Германии, были арестованы сразу же после объявления войны. Во многих случаях аресты фактически производились сотрудниками Соединенных Штатов в сопровождении панамской полиции. Были изгнаны все немецкие консулы в стране. Президент Панамы также объявил, что любое участие немецких агентов против Панамского канала приведет к интернированию всех немцев в течение времени.
По распоряжению правительства немецкие торговые корабли были взяты на абордаж и захвачены в апреле 1917 года. Хотя некоторые настаивали на том, что это действие представляет собой нарушение Конвенции 1903 года Республики Панамы, в которой говорится, что Канал и его проходы должны быть «нейтральными всегда». Но постоянный нейтралитет действует для защиты только судов дружественных государств, когда Соединенные Штаты окажутся в состоянии войны. Все арестованные немцы, включая моряков с кораблей, были помещены на остров Табога в Тихом океане и охранялись американскими войсками. В апреле 1918 года по соображениям безопасности Панамского канала было решено перевести интернированных немцев в США. Это было согласовано с панамскими властями. Интернированных немцев вывезли в Нью-Йорк, на остров Эллис. В мае 1917 года Панама уведомила США, что Швеция угрожает предъявить иск за ущерб из-за интернирования предполагаемого шведского гражданина вместе с немцами. Государственный секретарь Лансинг заверил правительство Панамы, что Соединенные Штаты избавят Панаму от любых претензий, которые могут быть предъявлены к ней после войны за передачу этих людей под стражу в США. Госсекретарь Лансинг занял позицию, согласно которой две союзные страны имели право передавать «гражданских интернированных» между своими странами в качестве акта, способствующего их совместному ведению войны, до тех пор, «пока не произойдет никаких изменений в их правовом статусе». Согласно немецким источникам, интернированных немцев насчитывалось 32 человека.
Через нейтральных стран Германия решительно протестовала против высылки этих лиц в Нью-Йорк, охарактеризовав это как грубое нарушения международного права. Соединенные Штаты не были настолько уверены в правовых основаниях своих действий. Об этом свидетельствует тот факт, что после прекращения военных действий все лица, которые первоначально были арестованы в пределах юрисдикции Панамы, были возвращены на перешеек и освобождены из под стражи на территории Республики. Однако не было ни одного случая успешного предъявления претензий к законности действий панамского государства со стороны кого-либо из пострадавших лиц.

### Интернирование панамцев в Германии
После объявления войны Германия интернировала панамских гражданских лиц, в основном студентов Берлинского университета, в лагерях для военнопленных. В Германии ходили слухи, что немцев в Панаме заставляют тяжело работать в каменоломнях. В ответ панамских граждан отправили в лагерь для интернированных Хольцминден, где они были вынуждены работать, изготавливая веники. Американский посол Хоффман посещал этих интернированных и организовал регулярную доставку им посылок с продовольствием от американской Ассоциации Молодых Христиан через её Копенгагенский офис. Количество интернированных панамцев в Германии было незначительным. Немецкие источники рассматривают интернирование панамцев как ответную реакцию на интернирование немцев в Панаме.

## Последствия
США поддерживали участие Панамы на конференции, считая, «если в мирном договоре будут включены какие-либо положения, касающиеся использования Панамского канала, Панама вполне может претендовать на особые интересы, которые потребуют её участия, помимо её положения как незначительной и неактивной воюющей стороны». Франция же выразила сомнения необходимость участия Панамы на Парижской мирной конференции, ввиду её скромного участия. Тем не менее, Панама участвовала и входила во вторую категорию воюющих стран, имеющих интересы частного характера и получила право послать одного полномочного делегата.
28 июня 1919 года Антонио Бургос, указанный в договоре как Чрезвычайный Посланник и Полномочный Министр Панамы в Мадриде, подписал Версальский договор, завершивший Первую мировую войну. Он также подписал Сен-Жерменский договор 10 сентября 1919 года, прекращающий конфликт между Австрией и Панамой. Трианонский мирный договор с Венгрией 4 июня 1920 года, от имени Панамы подписал поверенный в делах в Париже Рауль Амадор. В память об участии Панамы в Первой мировой войне была учреждена медаль «Солидарность». Эта награда стала первой в истории молодой республики.
Из-за того, что США и Панама присоединились к Союзникам, Колумбия решила оставаться нейтральной на протяжении всей войны, поскольку была недовольна поддержкой США отделением Панамы в 1903 году.
10 января 1920 года Панама стала государством-основателем Лиги Наций.